# Dirección Federal de Seguridad
La Dirección Federal de Seguridad (DFS, Direction fédérale de la sécurité) était un service de renseignement mexicain, créé en 1947 par le président Miguel Alemán Valdés (1946-52) et qui visait à « préserver la stabilité interne du Mexique contre toute forme de subversion ou de menace terroriste ». 

## Histoire
Selon l'ancien diplomate canadien Peter Dale Scott, la CIA participa de façon importante à la création de la DFS, qui devint son principal allié au Mexique pendant la guerre froide. 
Dépendant directement du président du Mexique et dirigée par le colonel Carlos Serrano, ancien sénateur et président de la Chambre des députés, la DFS était utilisée par Miguel Alemán comme police politique. Elle était compétente en matière de stupéfiants, de façon conjointe au procureur général de la République du Mexique. Dès sa création, l'ambassadeur des États-Unis au Mexique avertit le département d'État que ses membres étaient liés au trafic de stupéfiants. 
La DFS servit ainsi comme intermédiaire entre le champ politique et les barons de la drogue (c'est-à-dire, dans un premier temps, principalement de l'opium, puis de la marijuana et enfin de la cocaïne et d'autres stupéfiants). Dans les années 1980, le cartel de Guadalajara profita ainsi largement de l'appui du directeur de la DFS, Miguel Nassar Haro, qui était payé par la CIA.
Sous le président Adolfo Ruiz Cortines (1952-58), la DFS passa sous l'autorité du Secrétariat du Gouvernement du Mexique (SEGOB). Fernando Gutiérrez Barrios, le chef de la DFS dans les années 1960, était également payé par la CIA. 
La DFS fut dissoute par le président Miguel de la Madrid à la suite de l'affaire Enrique Camarena, du nom de l'agent de la DEA assassiné en 1985 au Mexique, et qui provoqua des tensions entre les États-Unis et le Mexique. Elle était en effet sujette à des accusations de corruption venant de Washington. La DFS fusionna ainsi avec ce qui devint le Centro de Investigación y Seguridad Nacional (CISEN).
Avant qu'elle ne soit dissoute, le commandant Florentino Ventura, de la DFS, parvint à arrêter Juan José Esparragoza Moreno, membre du cartel de Guadalajara, en 1986, fait dont il n'eut de cesse de se vanter. Une fois libéré, six ans plus tard, ce dernier fit assassiner tous les policiers qui avaient participé à son interpellation. 